# Segunda División de España 1968-69
La temporada 1968–69 de la Segunda División de España de fútbol corresponde a la 38.ª edición del campeonato y se disputó entre el 8 de septiembre de 1968 y el 8 de mayo de 1969 en su fase regular. Posteriormente se disputó la promoción de permanencia entre el 29 de junio y el 9 de julio.
El campeón de Segunda División fue el Sevilla CF.

## Sistema de competición
La Segunda División de España 1968/69 fue organizada por la Federación Española de Fútbol (RFEF).
El campeonato contó con la participación de 20 clubes y se disputó siguiendo un sistema de liga, de modo que todos los equipos se enfrentaron entre sí, todos contra todos en dos ocasiones -una en campo propio y otra en campo contrario- sumando un total de 38 jornadas. El orden de los encuentros se decidió por sorteo antes de empezar la competición.
Los tres primeros clasificados ascendieron directamente a Primera División.
Los cuatro últimos clasificados descendieron directamente a Tercera División, mientras que los cuatro equipos clasificados entre el decimotercero y el decimosexto lugar jugaron la promoción de permanencia ante los cuatro campeones de Tercera División que no habían superado la primera ronda de ascenso, en eliminatorias directas a doble partido.

## Clubes participantes
| Datos de ascensos y descensos con respecto a la temporada anterior |
| --- |
| Real Betis y Sevilla CF descienden de Primera División. RC Deportivo de La Coruña y Granada CF ascienden a Primera División. Atlético Ceuta, CD Badajoz, CF Badalona, CD Castellón, CD Constancia, CD Europa, Gimnástica de Torrelavega, Hércules CF, Real Jaén CF, UP Langreo, Levante UD, UD Lérida, Atlético Osasuna, RC Recreativo de Huelva, Real Santander SD, CD Tenerife y Xerez CD descienden a Tercera División. Deportivo Alavés, CD Ilicitano, SD Indauchu, Jerez Industrial CF y Onteniente CF ascienden a Segunda División. |

| Equipo                              | Ciudad               | Estadio               |
| ----------------------------------- | -------------------- | --------------------- |
| Club Deportivo Alcoyano             | Alcoy                | El Collao             |
| Real Betis Balompié                 | Sevilla              | Benito Villamarín     |
| Burgos Club de Fútbol               | Burgos               | El Plantío            |
| Cádiz Club de Fútbol                | Cádiz                | Ramón de Carranza     |
| Club de Fútbol Calvo Sotelo         | Puertollano          | Calvo Sotelo          |
| Real Club Celta de Vigo             | Vigo                 | Balaídos              |
| Deportivo Alavés                    | Vitoria              | Mendizorroza          |
| Club Ferrol                         | Ferrol               | Manuel Rivera         |
| Real Gijón                          | Gijón                | El Molinón            |
| Club Deportivo Ilicitano            | Elche                | Altabix               |
| Sociedad Deportiva Indauchu         | Bilbao               | Garellano             |
| Jerez Industrial Club de Fútbol     | Jerez de la Frontera | Domecq                |
| Real Mallorca                       | Palma de Mallorca    | Luis Sitjar           |
| Club Deportivo Mestalla             | Valencia             | Mestalla              |
| Club Real Murcia                    | Murcia               | La Condomina          |
| Onteniente Club de Fútbol           | Onteniente           | El Clariano           |
| Real Oviedo Club de Fútbol          | Oviedo               | Carlos Tartiere       |
| Agrupación Deportiva Rayo Vallecano | Madrid               | Vallecas              |
| Sevilla Club de Fútbol              | Sevilla              | Ramón Sánchez-Pizjuán |
| Real Valladolid Deportivo           | Valladolid           | José Zorrilla         |

## Clasificación y resultados

### Clasificación
| Pos. | Equipo                     | Pts. | PJ | G  | E  | P  | GF | GC | Dif. | Clasificación                     |
| ---- | -------------------------- | ---- | -- | -- | -- | -- | -- | -- | ---- | --------------------------------- |
| 1    | Sevilla C. F. (C, A)       | 53   | 38 | 22 | 9  | 7  | 56 | 30 | +26  | Ascenso a Primera División        |
| 2    | R. C. Celta de Vigo (A)    | 52   | 38 | 24 | 4  | 10 | 63 | 28 | +35  | Ascenso a Primera División        |
| 3    | R. C. D. Mallorca (A)      | 50   | 38 | 22 | 6  | 10 | 62 | 37 | +25  | Ascenso a Primera División        |
| 4    | Club Ferrol                | 47   | 38 | 19 | 9  | 10 | 55 | 39 | +16  |                                   |
| 5    | Real Gijón                 | 42   | 38 | 16 | 10 | 12 | 60 | 46 | +14  |                                   |
| 6    | C. F. Calvo Sotelo         | 42   | 38 | 15 | 12 | 11 | 47 | 41 | +6   |                                   |
| 7    | Real Betis                 | 41   | 38 | 14 | 13 | 11 | 69 | 51 | +18  |                                   |
| 8    | Real Murcia C. F.          | 40   | 38 | 15 | 10 | 13 | 52 | 48 | +4   |                                   |
| 9    | A. D. Rayo Vallecano       | 40   | 38 | 14 | 12 | 12 | 51 | 44 | +7   |                                   |
| 10   | Real Valladolid            | 39   | 38 | 15 | 9  | 14 | 61 | 48 | +13  |                                   |
| 11   | Real Oviedo C. F.          | 38   | 38 | 16 | 6  | 16 | 45 | 45 | 0    |                                   |
| 12   | Burgos C. F.               | 38   | 38 | 14 | 10 | 14 | 47 | 53 | −6   |                                   |
| 13   | C. D. Alcoyano (D)         | 35   | 38 | 12 | 11 | 15 | 51 | 55 | −4   | Acceso a Promoción de permanencia |
| 14   | Deportivo Alavés (D)       | 35   | 38 | 15 | 5  | 18 | 47 | 62 | −15  | Acceso a Promoción de permanencia |
| 15   | Onteniente C. F.           | 34   | 38 | 15 | 4  | 19 | 47 | 54 | −7   | Acceso a Promoción de permanencia |
| 16   | C. D. Ilicitano            | 32   | 38 | 12 | 8  | 18 | 50 | 58 | −8   | Acceso a Promoción de permanencia |
| 17   | C. D. Mestalla (D)         | 30   | 38 | 11 | 8  | 19 | 53 | 62 | −9   | Descenso a Tercera División       |
| 18   | Cádiz C. F. (D)            | 30   | 38 | 13 | 4  | 21 | 44 | 65 | −21  | Descenso a Tercera División       |
| 19   | S. D. Indauchu (D)         | 24   | 38 | 9  | 6  | 23 | 40 | 79 | −39  | Descenso a Tercera División       |
| 20   | Jerez Industrial C. F. (D) | 18   | 38 | 6  | 6  | 26 | 36 | 91 | −55  | Descenso a Tercera División       |

 Fuente: BDFútbol
Criterios de clasificación: Puntos · Diferencia de goles · Goles a favor · Play-off

### Resultados
| Local \ Visitante      | ALV | ALC | BET | BUR | CAD | CAL | CEL | FER | GIJ | ILI | IND | JEI  | MLL | MES | MUR | ONT | OVI | RAY | SEV | VLD |
| ---------------------- | --- | --- | --- | --- | --- | --- | --- | --- | --- | --- | --- | ---- | --- | --- | --- | --- | --- | --- | --- | --- |
| Deportivo Alavés       | —   | 2–0 | 1–1 | 1–1 | 5–1 | 1–0 | 0–1 | 2–0 | 1–1 | 2–1 | 4–1 | 4–1  | 3–2 | 1–3 | 2–0 | 3–1 | 1–0 | 2–3 | 0–2 | 0–1 |
| C. D. Alcoyano         | 2–0 | —   | 3–0 | 1–1 | 5–1 | 1–1 | 1–1 | 0–3 | 1–0 | 4–1 | 2–2 | 4–1  | 1–0 | 3–2 | 2–1 | 3–1 | 1–1 | 0–1 | 0–1 | 3–0 |
| Real Betis             | 4–0 | 3–0 | —   | 2–2 | 3–1 | 1–1 | 1–0 | 3–2 | 1–0 | 0–0 | 4–0 | 5–0  | 6–1 | 3–4 | 2–0 | 0–0 | 3–0 | 4–0 | 2–2 | 0–0 |
| Burgos C. F.           | 1–1 | 2–2 | 2–0 | —   | 1–0 | 1–0 | 0–3 | 3–0 | 2–6 | 1–2 | 1–1 | 1–0  | 2–0 | 2–1 | 2–0 | 2–0 | 1–0 | 1–1 | 2–1 | 1–2 |
| Cádiz C. F.            | 2–0 | 0–1 | 2–1 | 2–1 | —   | 1–1 | 1–0 | 1–1 | 0–2 | 3–1 | 4–1 | 2–1  | 3–2 | 1–0 | 2–2 | 1–0 | 0–1 | 4–0 | 1–4 | 2–0 |
| C. F. Calvo Sotelo     | 0–0 | 3–3 | 4–0 | 2–1 | 3–2 | —   | 0–1 | 0–0 | 1–1 | 2–0 | 3–0 | 4–1  | 2–1 | 3–1 | 1–0 | 1–0 | 2–1 | 1–1 | 0–2 | 2–0 |
| R. C. Celta de Vigo    | 2–0 | 4–1 | 2–1 | 0–2 | 5–0 | 2–2 | —   | 0–2 | 3–0 | 2–0 | 5–0 | 1–0  | 2–0 | 1–1 | 4–0 | 2–0 | 1–0 | 3–0 | 1–0 | 2–0 |
| Club Ferrol            | 5–0 | 1–0 | 4–2 | 1–0 | 3–1 | 2–0 | 2–0 | —   | 2–1 | 2–1 | 2–1 | 3–0  | 1–0 | 4–0 | 1–2 | 0–0 | 1–0 | 0–0 | 0–0 | 1–0 |
| Real Gijón             | 6–2 | 3–0 | 4–4 | 2–0 | 1–2 | 1–0 | 1–1 | 1–1 | —   | 2–1 | 2–0 | 2–2  | 0–0 | 3–2 | 1–0 | 2–0 | 2–0 | 2–0 | 0–1 | 2–2 |
| C. D. Ilicitano        | 0–2 | 3–2 | 5–3 | 1–1 | 1–0 | 1–2 | 0–1 | 1–1 | 0–0 | —   | 2–1 | 6–1  | 0–2 | 1–1 | 0–3 | 2–1 | 4–0 | 2–2 | 3–3 | 5–0 |
| S. D. Indauchu         | 0–1 | 3–0 | 2–1 | 1–4 | 2–0 | 0–0 | 1–3 | 2–0 | 0–4 | 1–0 | —   | 2–2  | 1–3 | 2–0 | 3–1 | 0–1 | 1–2 | 2–1 | 1–4 | 3–2 |
| Jerez Industrial C. F. | 1–0 | 1–1 | 1–3 | 2–1 | 1–0 | 1–2 | 0–2 | 1–2 | 4–1 | 0–0 | 5–2 | —    | 0–0 | 1–2 | 0–1 | 1–2 | 1–2 | 0–0 | 3–2 | 1–2 |
| R. C. D. Mallorca      | 4–0 | 2–1 | 2–1 | 2–0 | 2–1 | 3–0 | 2–1 | 3–0 | 3–0 | 6–1 | 1–0 | 2–0  | —   | 1–0 | 1–1 | 2–1 | 4–0 | 1–0 | 2–1 | 1–0 |
| C. D. Mestalla         | 0–1 | 1–0 | 0–0 | 5–1 | 1–0 | 0–1 | 2–4 | 1–2 | 1–0 | 3–1 | 1–1 | 8–0  | 0–0 | —   | 1–4 | 2–0 | 3–3 | 0–1 | 1–2 | 1–1 |
| Real Murcia C. F.      | 1–2 | 1–1 | 2–2 | 5–2 | 3–2 | 0–0 | 1–0 | 0–0 | 2–0 | 0–1 | 2–1 | 3–1  | 2–1 | 1–1 | —   | 4–3 | 3–1 | 1–0 | 0–1 | 2–1 |
| Onteniente C. F.       | 3–1 | 1–0 | 3–1 | 0–0 | 3–1 | 4–1 | 0–1 | 4–2 | 0–1 | 0–1 | 1–0 | 1–0  | 2–3 | 3–1 | 2–1 | —   | 3–2 | 3–1 | 1–0 | 1–1 |
| Real Oviedo C. F.      | 1–0 | 1–1 | 0–0 | 4–0 | 3–0 | 1–0 | 2–0 | 2–1 | 2–1 | 0–1 | 1–0 | 2–1  | 0–1 | 2–1 | 0–0 | 5–0 | —   | 0–0 | 3–0 | 3–1 |
| A. D. Rayo Vallecano   | 5–2 | 2–0 | 0–0 | 0–1 | 1–0 | 1–1 | 0–1 | 4–2 | 1–0 | 1–0 | 6–0 | 4–0  | 1–1 | 4–0 | 1–1 | 2–0 | 4–0 | —   | 0–0 | 2–2 |
| Sevilla C. F.          | 1–0 | 1–1 | 0–1 | 0–0 | 0–0 | 2–0 | 3–1 | 1–1 | 3–3 | 1–0 | 3–1 | 2–0  | 2–0 | 3–0 | 2–1 | 2–1 | 1–0 | 1–0 | —   | 1–0 |
| Real Valladolid        | 4–0 | 3–0 | 1–1 | 2–1 | 3–0 | 3–1 | 2–0 | 2–0 | 1–2 | 2–1 | 1–1 | 10–1 | 1–1 | 1–2 | 1–1 | 2–1 | 1–0 | 6–1 | 0–1 | —   |

## Promoción de permanencia
En la promoción de permanencia jugaron CD Alcoyano, Deportivo Alavés, Onteniente CF y CD Ilicitano, que se enfrentaron a los equipos de Tercera División Bilbao Atlético, Hércules CF, RC Recreativo de Huelva y CD San Andrés.
La promoción se jugó a doble partido a ida y vuelta con los siguientes resultados:
| 28 de junio de 1969 | Bilbao Atlético | 3:0 | Deportivo Alavés | Estadio de San Mamés, Bilbao |  |
|                     |                 |     |                  | Asistencia: ??? espectadores |  |

| 6 de julio de 1969 | Deportivo Alavés | 1:0 | Bilbao Atlético | Estadio de Mendizorroza, Vitoria |  |
|                    |                  |     |                 | Asistencia: ??? espectadores     |  |

- El Bilbao Atlético asciende a Segunda división.
- El Deportivo Alavés desciende a Tercera división.

| 29 de junio de 1969 | CD San Andrés | 2:2 | CD Alcoyano | Campo de Santa Coloma, Barcelona |  |
|                     |               |     |             | Asistencia: ??? espectadores     |  |

| 6 de julio de 1969 | CD Alcoyano | 1:2 | CD San Andrés | Estadio El Collao, Alcoy     |  |
|                    |             |     |               | Asistencia: ??? espectadores |  |

- El CD San Andrés asciende a Segunda división.
- El CD Alcoyano desciende a Tercera división.

| 29 de junio de 1969 | CD Ilicitano | 3:1 | Hércules CF | Estadio de Altabix, Elche    |  |
|                     |              |     |             | Asistencia: ??? espectadores |  |

| 6 de julio de 1969 | Hércules CF | 1:0 | CD Ilicitano | Estadio de La Viña, Alicante |  |
|                    |             |     |              | Asistencia: ??? espectadores |  |

- El CD Ilicitano permanece en Segunda división.

| 29 de junio de 1969 | Onteniente CF | 1:0 | RC Recreativo de Huelva | Campo del Clariano, Onteniente |  |
|                     |               |     |                         | Asistencia: ??? espectadores   |  |

| 6 de julio de 1969 | RC Recreativo de Huelva | 3:2 | Onteniente CF | Estadio Municipal, Huelva    |  |
|                    |                         |     |               | Asistencia: ??? espectadores |  |

| 9 de julio de 1969 | Onteniente CF | 2:1 | RC Recreativo de Huelva | Campo de Calvo Sotelo, Puertollano |  |
|                    |               |     |                         | Asistencia: ??? espectadores       |  |

- El Onteniente CF permanece en Segunda división.

## Resumen
Campeón de Segunda División:
| - Sevilla Club de Fútbol |

Ascienden a Primera División:
| - Sevilla Club de Fútbol | - Real Club Celta de Vigo | - Real Mallorca |

Descienden a Tercera División: 
| - Club Deportivo Alcoyano - Deportivo Alavés - Club Deportivo Mestalla - Cádiz Club de Fútbol - Sociedad Deportiva Indauchu - Jerez Industrial Club de Fútbol |